# Mount Morden Long
Mount Morden Long är ett berg i Kanada.   Det ligger i provinsen Alberta, i den centrala delen av landet, 3 100 km väster om huvudstaden Ottawa. Toppen på Mount Morden Long är 3 040 meter över havet, eller 382 meter över den omgivande terrängen. Bredden vid basen är 2,7 km.
Terrängen runt Mount Morden Long är bergig åt nordväst, men åt sydost är den kuperad.Trakten runt Mount Morden Long är nära nog obefolkad, med mindre än två invånare per kvadratkilometer.. Det finns inga samhällen i närheten. 
Trakten runt Mount Morden Long består i huvudsak av gräsmarker.